# Karaszur (rejon małopurgiński)
Karaszur (ros. Карашур) – wieś (dieriewnia) w Rosji, w Udmurcji, w rejonie małopurgińskim. W 2010 liczyła 201 mieszkańców.